# ダシマスター
『ダシマスター』は、原作：早川光、作画：松枝尚嗣による日本の料理・グルメ漫画作品。
集英社の『ビジネスジャンプ』で2009年20号から2011年21・22合併号まで連載された後、同社の『グランドジャンプ』に移籍され、2011年の創刊号から同年15号まで連載されていたが、ウェブサイトの画像からのトレース疑惑問題が浮上したため連載休止となり、そのまま打ち切りとなる。
単行本はヤングジャンプ コミックス GJから6巻まで発売されたが、絶版となった。

## 概要
ダシを極めた伝説の出張料理人が様々な癖のある料理依頼に応えて料理をしながら、人間のつながりを表現したストーリー。

## 登場人物
ヤタ・ダイゴ
出張料理人。ダシの達人であり「ダシマスター」と呼ばれている一流の料理人。
日本では一部の人にのみ存在が知られており、一部の人に依頼窓口としてメールアドレスを知らせているが、メールによる料理依頼の中から内容を気に入った客の依頼しか受けない。メディア露出を拒んでいる。
元懐石料理店「瑞鹿」料理人であったが、ある理由から後に渡欧。ヨーロッパ社交界で出張料理人として評価を得る。日本に帰国後は日本で活動している。懐石料理店「瑞鹿」6代目当主の非嫡出子で、本名は八咫瑛次（やたえいじ）。
高原承子（たかはらしょうこ）
ヤタ・ダイゴの助手。元は広告代理店のOLだったが、普通のカレー屋で食べたカレーを料理した人間を探したことがきっかけでヤタ・ダイゴと知り合う。後に会社を辞めてヤタ・ダイゴの依頼窓口を担当することになる。岐阜県高山市出身。
里村荘一郎（さとむらそういちろう）
グルメ評論家。気難しい性格。
国栖魚冴子（くずおさえこ）
グルメジャーナリスト。20年前に渡仏し、三ツ星シェフからも一目を置かれている。里村の古い友人。
久我毅蔵（くがたけぞう）
懐石料理店「瑞鹿」前板長。「瑞鹿」で50年働いていた。
巽慧（たつみけい）
懐石料理店「瑞鹿」7代目当主。「瑞鹿」の名を利用して営業を拡大することしか考えていない冷徹なビジネスマン。懐石料理店「瑞鹿」6代目当主の嫡出子であり、ヤタ・ダイゴの異母兄にあたる。

## 書籍情報
1. 2010年2月発売 ISBN 978-4-08-877817-4[2]
2. 2010年5月発売 ISBN 978-4-08-877859-4[3]
3. 2010年8月発売 ISBN 978-4-08-879018-3[4]
4. 2010年12月発売 ISBN 978-4-08-879066-4[5]
5. 2011年4月発売 ISBN 978-4-08-879137-1[6]
6. 2011年9月発売 ISBN 978-4-08-879206-4[7]